# レオン・リー
レオン・リー（Leon Lee（[ˈliːɔn liː]）、1952年12月4日 - ）は、アメリカ合衆国 カリフォルニア州ベーカーズフィールド出身の元プロ野球選手（内野手）・コーチ・監督。
日本でも「レオン」の登録名でロッテオリオンズ、横浜大洋ホエールズ、ヤクルトスワローズに在籍。また、オリックス・ブルーウェーブの監督も務めた。
同時期に活躍したレロン・リーは実兄。息子はプロ野球選手のデレク・リー。

## 経歴

### 現役時代
グラントユニオン高校を経て、1971年にMLBのセントルイス・カージナルスと契約。打撃センスのある三塁手で、1974年から一塁手、1976年から捕手も兼任して出場機会を増やそうとしたが、捕手兼任した頃から打力が低下してメジャーに昇格できずに苦悩していたその折、ロッテオリオンズに入団し活躍していた兄のレロン・リー（以下レロン）に誘われ、1978年からロッテでプレー。背ネームは「LEON」となる。レロンと甲乙付け難い打棒を振るい、中軸を成した。同年は兄レロンに1厘及ばなかったが打率.316はリーグ5位。
1979年も、8月12日に球団史上最多の1試合14塁打を記録するなど、白仁天に次ぎチーム2位、リーグ4位の.333を記録する。
1980年には、兄レロンが.358で首位打者を獲得、レオンは兄に次ぐリーグ2位の.340と、チャーリー・マニエル（近鉄）に次ぐ116打点を挙げ、チームの前期優勝に貢献した。
1982年オフに斉藤巧との交換トレードで横浜大洋ホエールズへ移籍。舞台をセ・リーグへ移しても強打は相変わらずだった。
1985年オフに突如自由契約となる。「チャンスに弱い」という理由だったが、同年の成績は打率.303、本塁打31本、打点110を記録していた。8月10日対広島戦（広島市民球場）では津田恒美、北別府学、白武佳久から1試合3本塁打10打点を記録した。結局、ヤクルトスワローズに移籍した。
1987年限りで退団。
実働10年で帰国するまで、終始安定した成績を残した。打撃3部門のいずれかで好成績を残した年には他の選手が突出した成績を残すという不運もあり、タイトルには縁がなかった。通算打率.308は、首位打者を獲得していない選手の中では史上最高である。また、移籍を重ねたものの、その先々で活躍して期待に応えた稀有な選手でもある。
1980年にロッテで41本塁打、1983年に大洋で31本塁打、1986年にヤクルトで34本塁打を記録した。NPB史上で3球団で30本塁打以上を記録した数少ない選手の一人である。
1980年9月30日、川崎球場の対日本ハムファイターズ戦で、空振りしたバットが観客席に飛び込み、小学生の口に当たって歯を折損させたことがある。

### 引退後
引退後はしばらく日米に広がる人脈を生かして野球コンサルタント、1998年にシカゴ・カブスの極東スカウトになる。2003年にオリックス・ブルーウェーブの打撃コーチとして、16年ぶりに日本球界に復帰。同年4月に監督の石毛宏典が解任されると、後任の監督に就任。それに伴い、前監督の「守備力重視」から「打撃力重視」にチームスタイルを変更したため、チームの打撃陣は好調だった（チーム打率リーグ2位、本塁打同3位。ただし得点は同5位）。しかし、ディフェンス面をあまりに軽視しすぎた結果、守備陣は機能不全に（チーム失策数132）陥り、投手陣も次々とプロ野球ワースト新記録（チーム防御率5.95、年間最多被安打1534、最多失点927、最多自責点819など）を乱発するほどの投壊状態となった。結局、前身の阪急時代を含めて球団史上最低勝率を更新（ちなみに前年・2002年の勝率.365が球団史上最低だった）、最下位に沈んだ。
当時オリックスに在籍した山﨑武司は、自著でレオンについて「僕にとってオリックスでの一番の収穫は彼との出会いといっても過言ではない。そう思えるほどレオンは僕にとって重要な存在でした。日本でプレーしただけあって日本人の気持ちを理解してくれる。何とかこの人のために結果を残したい」と述べた上で、レオンはアメリカに帰国後も自身を激励していたとして、「野球を諦めかけていた自分がもう一度奮い立つことができた背景にはレオンの親心もあった」と述べている。
同年10月7日の対大阪近鉄バファローズ28回戦（Yahoo! BBスタジアム）終了後、小泉隆司球団社長から監督解任を通告された一方、伊原春樹新監督のもとでの一軍打撃コーチ就任を要請される。レオンは当初、球団側が自分への解任通告前に伊原に監督就任を要請していたことに不信感を顕にしたものの、19日には球団の要請を受諾することを表明。しかし、帰国中にシアトル・マリナーズなどMLBの6球団からコーチとしてオファーを受けたことや、再来日後に球団側が肩書を一・二軍巡回打撃コーチに変更していたことに不信感を覚えたことなどから、いったんは契約更改を保留した。最終的には熟考の末、11月5日に球団側の要請に応えて巡回打撃コーチとして正式契約し、翌6日からの秋季キャンプに合流していたが、2004年春季キャンプイン直前の1月22日、「家族の事情」を理由に退団を発表した。
オリックス退団後、ニューヨーク・メッツ傘下マイナーチーム（A級）のブルックリンの監督に就任した。しかし同年4月8日、フロリダ州ポートセントルーシーで性器を露出する事件を2件起こしたとして公然わいせつ容疑で逮捕され、同日付で監督を辞任した。
現在は、日米スポーツ交流のコンサルティング会社を経営している実業家である。

## 人物
日本語を大変流暢に喋ることができる（兄のレロンは対照的に日本語を喋れなかった）。レオンの大洋時代に対ロッテのオープン戦でマイクロフォン搭載の帽子を被ってプレーする企画が行われ、試合中も他の選手と日本語で会話する様子が紹介された。オリックス監督時代もインタビューは日本語で、チームの不甲斐無さに「情けないよ」を連呼していた。休日には庭園や寺院を散策するなど、日本文化にも理解を示そうとしたという。また自宅にチームメイトを招いて催しをするなど社交的で活発な性格でもあったため、所属先を問わず愛された。当時大流行していたスペースインベーダーを好み、1979年シーズン前にロッテファンの会社社長から「ホームラン20本以上打ったらインベーダーの機械を買ってやる」と約束され、その年35本塁打を記録すると実際に1台30万円以上のゲームの筐体を贈られた。
中日ドラゴンズを舞台に外国人選手を主人公として描かれた映画『ミスター・ベースボール』のアドバイザーを務めた。
ハイスクール卒業後の1971年、セントルイス・カージナルス傘下のルーキー級のチーム 「ガルフ・コーストリーグ・カージナルス」で、のちにプロレスラーとして活躍することになるランディ・サベージ（本名：ランドール・ポッフォ）とチームメートだった。

## 詳細情報

### 年度別打撃成績
| 年 度      | 球 団      | 試 合 | 打 席 | 打 数 | 得 点 | 安 打 | 二 塁 打 | 三 塁 打 | 本 塁 打 | 塁 打 | 打 点 | 盗 塁 | 盗 塁 死 | 犠 打 | 犠 飛 | 四 球 | 敬 遠 | 死 球 | 三 振 | 併 殺 打 | 打 率 | 出 塁 率 | 長 打 率 | O P S |
| ---------- | ---------- | ----- | ----- | ----- | ----- | ----- | -------- | -------- | -------- | ----- | ----- | ----- | -------- | ----- | ----- | ----- | ----- | ----- | ----- | -------- | ----- | -------- | -------- | ----- |
| 1978       | ロッテ     | 128   | 500   | 471   | 59    | 149   | 26       | 6        | 19       | 244   | 73    | 6     | 2        | 2     | 1     | 20    | 0     | 6     | 74    | 17       | .316  | .351     | .518     | .869  |
| 1979       | ロッテ     | 128   | 530   | 484   | 77    | 147   | 21       | 1        | 35       | 275   | 93    | 4     | 1        | 0     | 3     | 39    | 5     | 4     | 66    | 21       | .304  | .358     | .568     | .927  |
| 1980       | ロッテ     | 128   | 545   | 486   | 85    | 165   | 22       | 0        | 41       | 310   | 116   | 2     | 2        | 1     | 5     | 47    | 3     | 6     | 48    | 19       | .340  | .401     | .638     | 1.039 |
| 1981       | ロッテ     | 107   | 441   | 395   | 50    | 119   | 17       | 0        | 13       | 175   | 62    | 1     | 3        | 1     | 5     | 39    | 3     | 1     | 41    | 14       | .301  | .361     | .443     | .804  |
| 1982       | ロッテ     | 128   | 524   | 481   | 50    | 136   | 22       | 0        | 22       | 224   | 78    | 0     | 3        | 0     | 4     | 37    | 2     | 2     | 65    | 20       | .283  | .334     | .466     | .800  |
| 1983       | 大洋       | 128   | 543   | 472   | 83    | 136   | 27       | 1        | 30       | 255   | 98    | 1     | 3        | 0     | 5     | 64    | 5     | 2     | 68    | 16       | .288  | .372     | .540     | .912  |
| 1984       | 大洋       | 130   | 550   | 480   | 66    | 154   | 25       | 1        | 21       | 244   | 84    | 6     | 2        | 0     | 5     | 65    | 8     | 0     | 60    | 23       | .321  | .398     | .467     | .866  |
| 1985       | 大洋       | 128   | 546   | 462   | 65    | 140   | 21       | 0        | 31       | 254   | 110   | 6     | 3        | 0     | 7     | 74    | 10    | 3     | 77    | 11       | .303  | .397     | .550     | .947  |
| 1986       | ヤクルト   | 130   | 547   | 483   | 73    | 154   | 19       | 0        | 34       | 275   | 97    | 2     | 1        | 0     | 5     | 57    | 14    | 2     | 79    | 17       | .319  | .389     | .569     | .959  |
| 1987       | ヤクルト   | 120   | 492   | 453   | 60    | 136   | 14       | 1        | 22       | 218   | 73    | 0     | 0        | 0     | 2     | 37    | 4     | 0     | 60    | 19       | .300  | .352     | .481     | .833  |
| 通算：10年 | 通算：10年 | 1255  | 5218  | 4667  | 668   | 1436  | 214      | 10       | 268      | 2474  | 884   | 28    | 20       | 4     | 42    | 479   | 54    | 26    | 638   | 177      | .308  | .372     | .530     | .902  |

- 各年度の太字はリーグ最高

### 年度別監督成績
| 年度      | 球団       | 順位      | 試合 | 勝利 | 敗戦 | 引分 | 勝率 | ゲーム差 | チーム 本塁打 | チーム 打率 | チーム 防御率 | 年齢 |
| --------- | ---------- | --------- | ---- | ---- | ---- | ---- | ---- | -------- | ------------- | ----------- | ------------- | ---- |
| 2003年    | オリックス | 6位       | 140  | 48   | 88   | 4    | .353 | 33.5     | 174           | .276        | 5.95          | 51歳 |
| 通算：1年 | 通算：1年  | 通算：1年 | 120  | 41   | 76   | 3    | .350 |          |               |             |               |      |

- 4月23日石毛宏典監督の解任後監督に就任し4月26日から指揮。通算成績は監督就任前の20試合を含めない

### 表彰
- ベストナイン：2回 （一塁手部門：1980年 三塁手部門：1986年）
- 月間MVP：3回（1979年9月、1980年6月、1986年7月）

### 記録
- 1試合10打点：1985年8月10日、対広島東洋カープ18回戦（広島市民球場）※セ・リーグタイ記録
- 1000試合出場：1985年10月18日（260人目）
- 首位打者未獲得での通算打率（4000打数以上では歴代最高）
- 最高長打率無しでの通算長打率（4000打数以上では歴代最高）

### 背番号
- 7 （1978年 - 1982年）
- 2 （1983年 - 1987年）
- 77 （2003年）

## 関連情報

### 歌
- 「ベースボール・ブギー」（兄のレロン･リーと共演、リー・ブラザース名義。作者はレオン自身）

### 作詞
- 「MUSIC ON MY MIND」（TAO「FAR EAST」収録）